# Morning Post
Pour les articles homonymes, voir Post.
Le Morning Post est un journal quotidien conservateur britannique, édité à Londres de 1772 à 1937, date de son rachat par le Daily Telegraph.

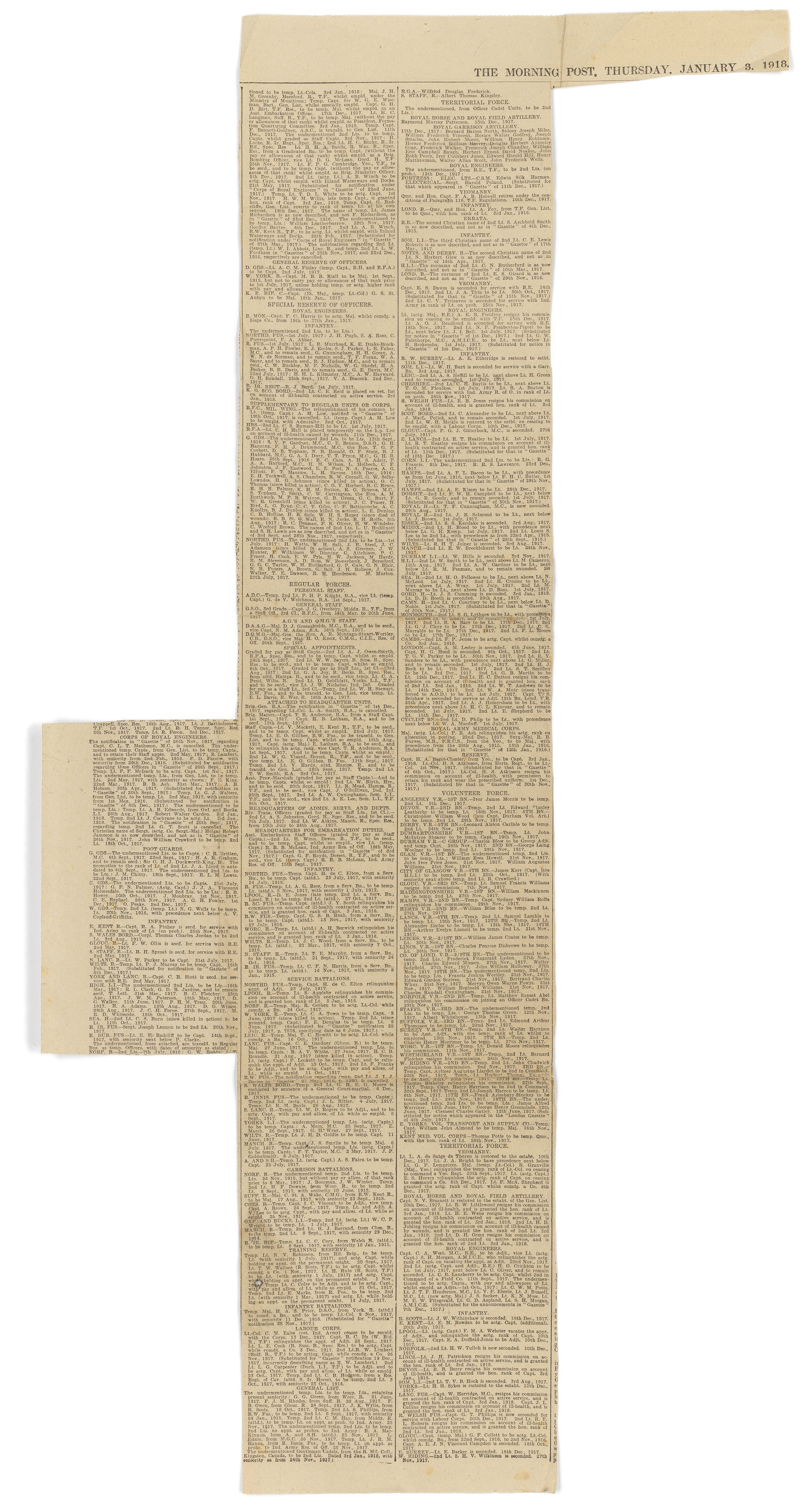
The Morning Post, une page du jeudi 3 janvier 1918

## Histoire
Le journal a été créé par John Bell. 
Au départ sa ligne éditoriale était celle du parti Whig (parti politique apparu au XVIIe siècle en Angleterre, milite en faveur d’un parlement fort en s’opposant à l’absolutisme royal.). En 1795, le journal a été racheté par Daniel Stuart qui en fit un journal conservateur modéré. Il a dirigé le journal pendant 7 années, durant cette période la distribution est passée de 350 à plus de 4000 exemplaires. 
De 1803 jusqu'à sa mort en 1833, le propriétaire et rédacteur en chef du Morning Post a été Nicholas Byrne ; son fils William Pitt Byrne a ensuite repris ses fonctions.
Plus tard, le journal a été acquis par un papetier du Lancashire, nommé Crompton. En 1848, il a embauché Peter Borthwick (un Écossais ancien député conservateur de Evesham 1835-1847), comme rédacteur. Lorsque Peter Borthwick meurt en 1852, son fils Algernon reprend sa place. Pendant les années 1850, le journal a été très étroitement associé à  Henry John Temple, 3e vicomte Palmerston. 
Avec l'aide d'Andrew Montagu, Borthwick rachète le Morning Post en 1876. 
Son fils Oliver (1873-1905) était chef d'entreprise et éditeur, mais il est décédé jeune, à la mort de Peter Borthwick la direction du journal revient à sa fille Lilias Borthwick (1871-1965), épouse de Seymour Bathurst, 7e comte Bathurst (1864-1943),
The Morning Post s’est démarqué des autres journaux par son intérêt pour les affaires étrangères, et les événements littéraires et artistiques. 
Au début du XXe siècle, le journal a commencé l’impression d’avis de pièces de théâtre, de concerts et d’opéras. Il est dit que c’est le 1er journal à l’avoir fait.
Pour la 1re fois, en 1881 une femme est nommée correspondante de guerre quand Lady Florence Dixie est envoyée en Afrique du Sud pour couvrir la première guerre des Boers.
À partir de 1900, le politicien australien Alfred Deakin a écrit des « commentaires anonymes » sur la politique australienne pour le journal, ce qu’il continuera de faire même lorsqu’il est deviendra Premier ministre.
Autre figure du journal : Maurice Baring, c’était un correspondant à l'étranger, il a travaillé sur les rapports entre la Mandchourie, la Russie et Constantinople (1904-1909). Il était également correspondant de guerre avec les forces russes pendant la guerre russo-japonaise (1904-1905).
Howell Arthur Gwynne est devenu rédacteur en chef en 1911.
Le journal a provoqué la colère des libéraux en 1919, lorsqu’il organisa une collecte de fonds de 18 000 £ pour le général Reginald Dyer, responsable du massacre Amritsar, mais acquitté par l’Empire britannique pour services rendus à son retour.  

### Une agitation mondiale
Le journal a gagné en notoriété en 1920 quand il a publié une série de 17 ou 18 articles basés sur Les Protocoles des Sages de Sion, un faux précédemment publié en russe par Sergueï Nilus qui se présente comme un plan de conquête du monde établi par les juifs et les francs-maçons. 
Ces articles ont été la base du livre The Cause of World Unrest, plusieurs personnes de l'équipe y ont contribué, notamment George Shanks et Nesta H. Webster. Néanmoins le crédit du livre revient à l'éditeur du journal, Howell Arthur Gwynne. Le livre traite de la question juive, en particulier en ce qui concerne l'ascension contemporaine du bolchevisme sous Lénine.

### Dernières années
En 1937, The Morning Post a été vendu au Daily Telegraph dirigé par William Berry. Le journal n’a pas conservé son titre et a fusionné avec le Telegraph.

## Éditeurs
1848 : Peter Borthwick
1852 : Algernon Borthwick
1905 : Spenser Wilkinson
1905 : Fabian Ware
1911 : Howell Arthur Gwynne